# Grundbro
Grundbro är en bebyggelse i sydöstra delen av Strängnäs kommun. Från 2023 avgränsar SCB här en småort.